# تتبع المركبات

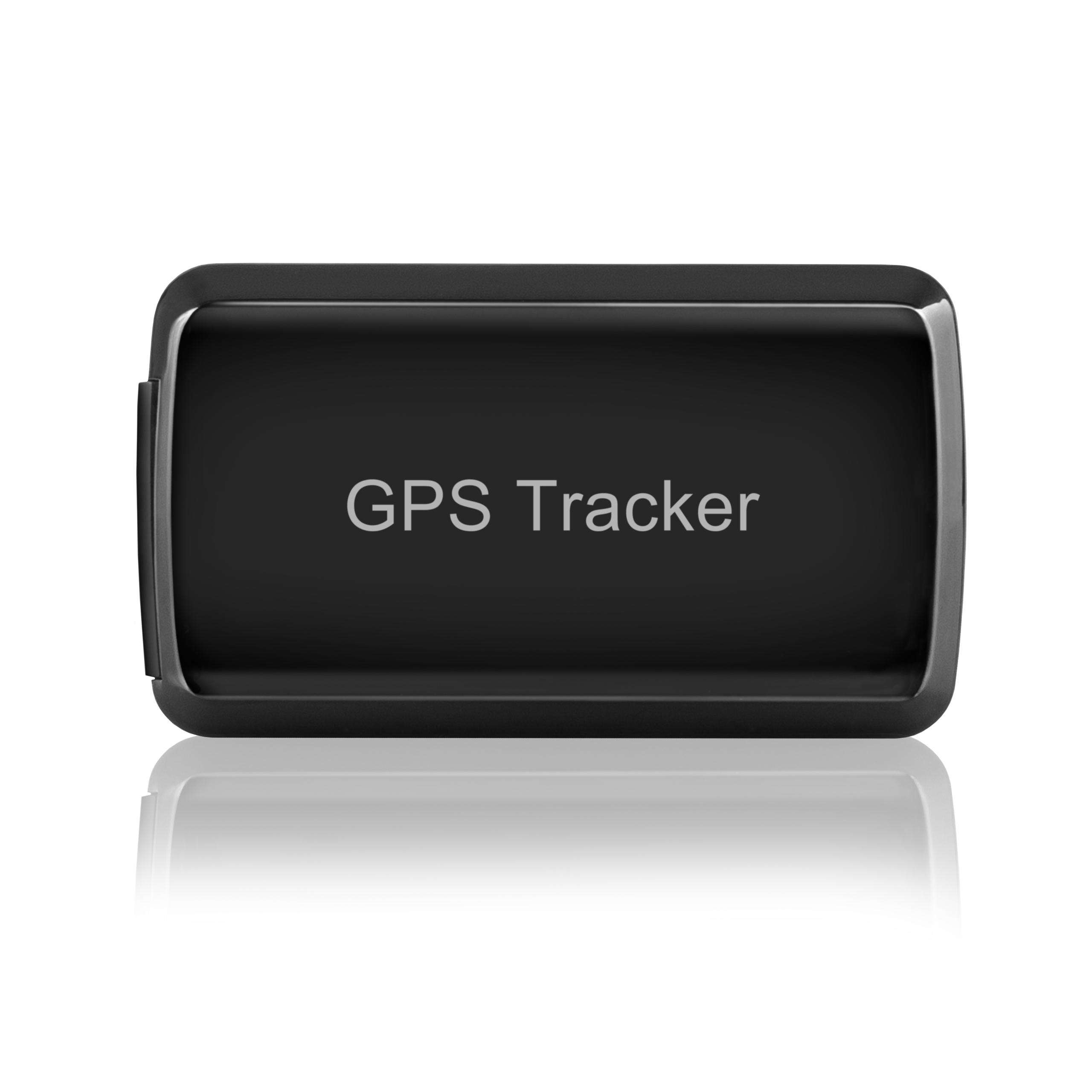
جهاز تعقب يعمل بواسطة نظام ملاحة عبر الأقمار الصناعية (GPS)

يجمع نظام تتبع المركبات بين استخدام الموقع التلقائي للمركبة في المركبات الفردية والبرامج التي تجمع بيانات الأسطول هذه للحصول على صورة شاملة لمواقع المركبات. عادةً ما تستخدم أنظمة تتبع المركبات الحديثة تقنية نظام التموضع العالمي أو GLONASS لتحديد موقع السيارة، ولكن يمكن أيضًا استخدام أنواع أخرى من تقنية تحديد موقع السيارة الأوتوماتيكي. يمكن الاطلاع على معلومات السيارة على الخرائط الإلكترونية عبر الإنترنت أو البرامج المتخصصة. تعتبر سلطات النقل العام في المناطق الحضرية مستخدمًا شائعًا لأنظمة تتبع المركبات، لا سيما في المدن الكبيرة.

## التعقب النشط مقابل السلبي
توجد عدة أنواع من أجهزة تتبع المركبات. وعادة ما يتم تصنيفها على أنها «سلبية» و «نشطة». تقوم الأجهزة «السلبية» بتخزين موقع GPS والسرعة والعنوان وأحيانًا حدث تشغيل مثل تشغيل / إيقاف تشغيل المفتاح، فتح / إغلاق الباب. بمجرد عودة السيارة إلى نقطة محددة مسبقًا، تتم إزالة الجهاز وتنزيل البيانات إلى جهاز كمبيوتر للتقييم. تتضمن الأنظمة السلبية نوع التنزيل التلقائي الذي ينقل البيانات عبر التنزيل اللاسلكي. تقوم الأجهزة «النشطة» أيضًا بجمع المعلومات نفسها ولكنها عادةً ما تنقل البيانات في وقت شبه حقيقي عبر الشبكات الخلوية أو عبر الأقمار الصناعية إلى جهاز كمبيوتر أو مركز بيانات للتقييم.
تجمع العديد من أجهزة تتبع المركبات الحديثة بين قدرات التتبع النشط والسلبي: عندما تتوفر شبكة خلوية ويتم توصيل جهاز تتبع، فإنه ينقل البيانات إلى الخادم؛ في حالة عدم توفر الشبكة، يقوم الجهاز بتخزين البيانات في الذاكرة الداخلية وسيرسل البيانات المخزنة إلى الخادم لاحقًا عندما تصبح الشبكة متاحة مرة أخرى.
تاريخياً، تم إنجاز تتبع السيارة عن طريق تركيب صندوق في السيارة، إما يعمل بالطاقة الذاتية ببطارية أو سلكيًا في نظام طاقة السيارة. للحصول على تفاصيل مفصلة عن تحديد موقع السيارة وتتبعها، لا يزال هذا هو الأسلوب السائد؛ ومع ذلك، فإن العديد من الشركات تهتم بشكل متزايد بتقنيات الهواتف المحمولة الناشئة التي توفر تتبع كيانات متعددة، مثل مندوب المبيعات وسيارتهم. توفر هذه الأنظمة أيضًا تتبع المكالمات والنصوص واستخدام الويب وتوفر عمومًا مجموعة واسعة من الخيارات.

## العمارة النموذجية
المكونات الرئيسية للتتبع المعتمد على نظام تحديد المواقع العالمي (GPS) هي:
وحدة تتبع نظام تحديد المواقع العالمي (GPS): يتلاءم الجهاز مع السيارة ويلتقط معلومات موقع GPS بصرف النظر عن معلومات السيارة الأخرى على فترات منتظمة إلى خادم مركزي. يمكن أن تتضمن معلومات السيارة الأخرى كمية الوقود، ودرجة حرارة المحرك، والارتفاع، والترميز الجغرافي العكسي، وفتح / إغلاق الباب، وضغط الإطارات، وقطع الوقود، وإيقاف تشغيل الإشعال، وتشغيل المصباح الأمامي، وتشغيل الضوء الخلفي، وحالة البطارية، ورمز منطقة GSM / رمز الخلية الذي تم فك تشفيره، عدد الأقمار الصناعية لنظام تحديد المواقع العالمي (GPS) في الرؤية، فتح / إغلاق الزجاج، كمية الوقود، حالة زر الطوارئ، التباطؤ التراكمي، عداد المسافات المحسوب، عدد دورات المحرك في الدقيقة، موضع الخانق، حالة GPRS وغير ذلك الكثير. تحدد قدرة هذه الأجهزة فعليًا القدرة النهائية لنظام التتبع بأكمله؛ تتميز معظم أنظمة تتبع المركبات، بالإضافة إلى توفير بيانات موقع السيارة، بمجموعة واسعة من منافذ الاتصال التي يمكن استخدامها لدمج الأنظمة الأخرى الموجودة على متن السيارة، مما يسمح بفحص حالتها والتحكم فيها أو تشغيلها تلقائيًا.
خادم تتبع نظام تحديد المواقع العالمي (GPS): يمتلك خادم التتبع ثلاث مسؤوليات: تلقي البيانات من وحدة تتبع نظام تحديد المواقع العالمي (GPS)، وتخزينها بشكل آمن، وتقديم هذه المعلومات عند الطلب للمستخدم.
واجهة المستخدم: تحدد واجهة المستخدم كيف سيتمكن المرء من الوصول إلى المعلومات وعرض بيانات السيارة واستنباط تفاصيل مهمة منها.

## الاستخدامات الشائعة
يشيع استخدام أنظمة تتبع المركبات من قبل مشغلي الأساطيل لوظائف إدارة الأسطول مثل تتبع الأسطول والتوجيه والإرسال والمعلومات على متن الطائرة والأمن. يتم تجميع بعض أنظمة تتبع المركبات مع برامج إدارة الأسطول أو التفاعل معها. جنبًا إلى جنب مع مشغلي الأسطول التجاري، تستخدم وكالات النقل الحضري هذه التقنية لعدد من الأغراض، بما في ذلك مراقبة الالتزام بجدول الحافلات في الخدمة، وإحداث تغييرات تلقائية في عروض لافتة وجهة الحافلات بمجرد اقتراب السيارة من محطة الحافلة (أو موقع محدد آخر على طول مسار الحافلات مثل محطة حافلات معينة على طول الطريق)، وإطلاق محطة حافلات مسجلة مسبقًا (أو حتى كلام تركيبي) أو مسار (ووجهتها) أو إعلانات خدمة للركاب.
قدرت جمعية النقل العام الأمريكية أنه في بداية عام 2009، كان ما يقرب من نصف جميع حافلات النقل في الولايات المتحدة تستخدم بالفعل نظام تتبع المركبات القائم على نظام تحديد المواقع العالمي (GPS) لإطلاق إعلانات التوقف الآلي. [3] يمكن أن يشير هذا إلى الإعلانات الخارجية (الناتجة عن فتح باب الحافلة) في محطة للحافلات، والإعلان عن رقم مسار السيارة ووجهتها، بشكل أساسي لصالح العملاء ضعاف البصر، أو إلى الإعلانات الداخلية (للركاب الموجودين بالفعل على متن الحافلة) تحديد المحطة التالية، حيث تقترب الحافلة (أو الترام) من المحطة أو كليهما؛ غالبًا ما يتم عرض الأخير أيضًا على شاشة LED داخلية أو شاشة LCD متصلة بالنظام أثناء تشغيل مكبرات الصوت. غالبًا ما يتم إدخال البيانات التي يتم جمعها كمركبة ترانزيت تتبع مسارها باستمرار في برنامج كمبيوتر يقارن الموقع الفعلي للسيارة ووقتها بجدولها الزمني، وينتج بدوره عرضًا يتم تحديثه بشكل متكرر للسائق، لإخباره / لها كيف كان مبكرًا أو متأخرًا. / هي في أي وقت، مما يجعل من السهل التقيد عن كثب بالجدول الزمني المنشور.
تُستخدم هذه البرامج أيضًا لتزويد العملاء بمعلومات في الوقت الفعلي عن وقت الانتظار حتى وصول الحافلة التالية أو الترام / الترام التالي في محطة معينة، بناءً على التقدم الفعلي لأقرب المركبات في ذلك الوقت، بدلاً من مجرد تقديم المعلومات فيما يتعلق بالوقت المحدد للوصول التالي. تقوم أنظمة النقل التي توفر هذا النوع من المعلومات بتعيين رقم فريد لكل محطة، ويمكن للمسافرين المنتظرين الحصول على المعلومات عن طريق إدخال رقم التوقف في نظام هاتفي آلي أو تطبيق على موقع نظام النقل.
توفر بعض وكالات النقل خريطة افتراضية على موقع الويب الخاص بها، مع رموز تصور المواقع الحالية للحافلات في الخدمة على كل طريق، للحصول على معلومات العملاء، بينما يقدم البعض الآخر هذه المعلومات فقط للمرسلين أو الموظفين الآخرين.
تشمل التطبيقات الأخرى مراقبة سلوك القيادة، مثل صاحب عمل موظف أو والد مع سائق مراهق.
تحظى أنظمة تتبع المركبات بشعبية أيضًا في المركبات الاستهلاكية كجهاز منع السرقة والمراقبة والاسترجاع. يمكن للشرطة ببساطة تتبع الإشارة الصادرة عن نظام التتبع وتحديد موقع السيارة المسروقة. عند استخدامه كنظام أمان، قد يعمل نظام تتبع المركبات إما كإضافة أو استبدال لجهاز إنذار السيارة التقليدي. تتيح بعض أنظمة تتبع المركبات إمكانية التحكم في السيارة عن بُعد، بما في ذلك الأبواب المغلقة أو المحرك في حالة الطوارئ. يمكن بعد ذلك استخدام وجود جهاز لتتبع المركبات لتقليل تكلفة التأمين، لأن مخاطر خسارة السيارة تنخفض بشكل كبير.
أنظمة تتبع المركبات هي جزء متكامل من «نهج الطبقات» لحماية السيارة، الموصى به من قبل مكتب جرائم التأمين الوطني (NICB) لمنع سرقة السيارات. يوصي هذا النهج بأربع طبقات من الأمان بناءً على عوامل الخطر المتعلقة بمركبة معينة. أنظمة تتبع المركبات هي إحدى هذه الطبقات ويصفها مكتب التحقيقات الوطني (NICB) بأنه «فعال للغاية» في مساعدة الشرطة على استعادة المركبات المسروقة.
تدمج بعض أنظمة تتبع المركبات العديد من أنظمة الأمان، على سبيل المثال عن طريق إرسال تنبيه تلقائي إلى الهاتف أو البريد الإلكتروني في حالة إطلاق إنذار أو نقل السيارة دون إذن، أو عند مغادرتها أو دخولها في السياج الجغرافي.
تشمل السيناريوهات الأخرى التي يتم فيها استخدام هذه التقنية ما يلي:
- استعادة المركبات المسروقة: يمكن تجهيز كل من المركبات الاستهلاكية والتجارية بوحدات RF أو GPS للسماح للشرطة بالقيام بالتتبع والاسترداد. في حالة LoJack ، يمكن للشرطة تنشيط وحدة التتبع في السيارة مباشرة وتتبع إشارات التتبع.
- تتبع الأصول: يمكن للشركات التي تحتاج إلى تتبع الأصول القيمة للتأمين أو لأغراض المراقبة الأخرى الآن رسم موقع الأصول في الوقت الفعلي على الخريطة ومراقبة الحركة وحالة التشغيل عن كثب.
- إدارة الخدمة الميدانية: يجب أن تكون الشركات التي لديها قوة عاملة في الخدمة الميدانية لخدمات مثل الإصلاح أو الصيانة قادرة على تخطيط وقت العمال الميدانيين وجدولة زيارات العملاء اللاحقة وأن تكون قادرة على تشغيل هذه الأقسام بكفاءة. يتيح تتبع المركبات للشركات تحديد موقع مهندس ميداني بسرعة وإرسال أقرب مهندس لتلبية طلب عميل جديد أو تقديم معلومات الوصول إلى الموقع.
- المبيعات الميدانية: يمكن لمتخصصي المبيعات المتنقلة الوصول إلى المواقع في الوقت الفعلي. على سبيل المثال، في المناطق غير المألوفة، يمكنهم تحديد مواقعهم وكذلك العملاء والتوقعات، والحصول على اتجاهات القيادة وإضافة مواعيد قريبة في اللحظة الأخيرة إلى مسارات الرحلة. تشمل المزايا زيادة الإنتاجية وتقليل وقت القيادة وزيادة الوقت الذي يقضيه العملاء والتوقعات.
- تتبع المقطورات: غالبًا ما تقوم شركات النقل والخدمات اللوجستية بتشغيل شاحنات بوحدات نقل حمولة قابلة للفصل. يُعرف جزء السيارة الذي يقود الحمولة باسم الكابينة وتعرف وحدة حمل الحمولة بالمقطورة. هناك أنواع مختلفة من المقطورات المستخدمة في تطبيقات مختلفة، على سبيل المثال، سرير مسطح، مبرد، ستارة سيدر، حاوية صندوقية.
- المراقبة: يمكن وضع جهاز تعقب على مركبة لمتابعة تحركاتها.
- تتبع العبور: التتبع المؤقت للأصول أو الشحنات من نقطة إلى أخرى. سيتأكد المستخدمون من أن الأصول لا تتوقف عند الطريق أو يقومون بمنعطف من أجل ضمان أمن الأصول.
- مراقبة الوقود: مراقبة الوقود من خلال جهاز التتبع (بمساعدة مستشعر الوقود المتصل بالجهاز).
- حساب المسافة: احسب المسافة التي يقطعها الأسطول.
- OBD II - واجهة التوصيل والتشغيل التي توفر معظم معلومات تشخيص المحرك.

تستخدم أنظمة تتبع المركبات على نطاق واسع في جميع أنحاء العالم. تأتي المكونات بأشكال وأشكال مختلفة ولكن معظمها يستخدم تقنية GPS وخدمات GSM. تستخدم أنظمة تتبع المركبات الأحدث أيضًا أحدث تقنيات NB-IoT التي يمكن أن توفر استهلاكًا منخفضًا للطاقة ومعدلات نقل بيانات محسّنة. بالإضافة إلى ذلك، قد تتميز هذه الأنظمة أيضًا بأنظمة اتصالات البيانات قصيرة المدى مثل واي فاي. بينما سيقدم معظمهم تتبعًا في الوقت الفعلي، يقوم الآخرون بتسجيل البيانات في الوقت الفعلي وتخزينها لتتم قراءتها، بطريقة مشابهة لمسجلي البيانات. أنظمة مثل هذه تتبع وتسجل وتسمح بالتقارير بعد حل بعض النقاط